# Serif PagePlus
Serif PagePlus er et desktop publishing-program, der sælges af det engelske firma Serif. Programmet er et billigt program sammenlignet med professionelle systemer som Adobe InDesign og Quark Xpress. Det giver stadig mange muligheder for at lave komplicerede opsætninger, f.eks. skygger. Der kan tegnes enkle figurer og skemaer i programmet og teksten kan sættes op som figursats. Der arbejdes med typografier og andre opsætninger for de forskellige objekter på siden, de kaldes for styles.
Der kan arbejdes i lag og med master pages.
En udpræget svaghed er, at der ikke er nogen dansk ordbog til automatisk orddeling. Denne skal altså ske manuelt eller ved at koble programmet på ordbogen fra et Adobe-produkt. Fra og med version X9 kan programmet benytte Hunspell-ordbøger til såvel stavekontrol som orddeling. Først med versionen X8 fra 2014 har programmet fået mulighed for at placere tekstlinjer efter et grid på siden. 
Programmet kan arbejde både i RGB-farver og i CMYK. Pantone-farver kan vælges fra paletter.
Programmet kan danne output direkte til printer eller til PDF-filer. 
Firmaet laver også programmer til billedbehandling, men PagePlus fungerer med alle standard-filformater. 
Der findes et brugerforum for firmaets produkter.